# Richard Ford

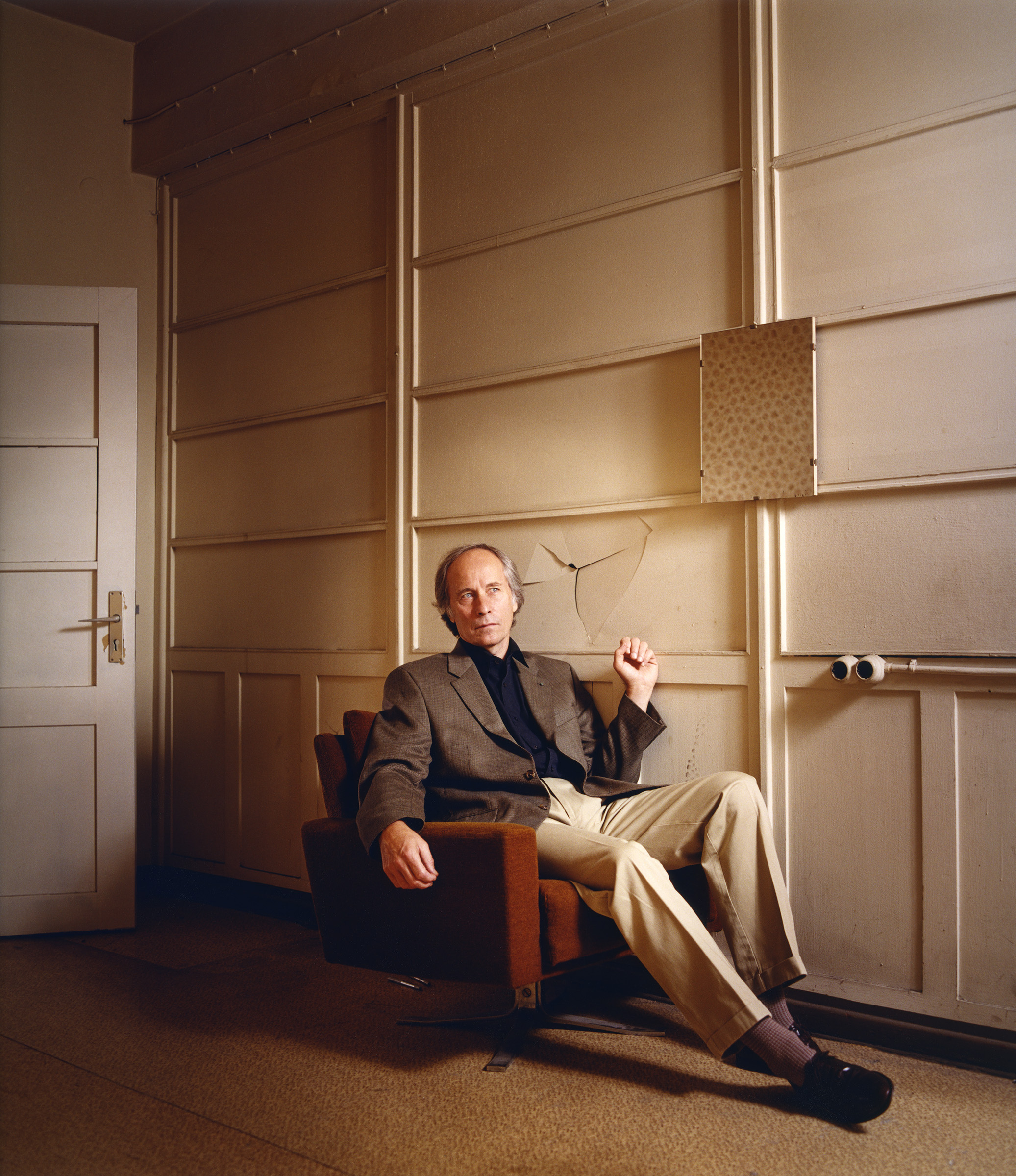
Richard Ford fotografiat de Oliver Mark, Berlin 2002

Richard Ford (n. 16 februarie 1944) este un scriitor american. Este laureat cu premiul Pulitzer în 1996 pentru romanul Independence Day (1995), al doilea volum dintr-o serie al cărei erou principal este Frank Bascombe, celelalte trei fiind The Sportswriter (1986), The Lay of the Land (2006) și Let Me Be Frank With You  (2014)

## Biografie
Richard Ford s-a născut în Jackson, Mississippi, fiind unicul copil al lui Parker Carrel și Edna Ford. Ambii părinți erau originari din Arkansas. Tatăl său era comis voiajor la Faultless Starch Company. Se stabilesc în Jackson la scurt timp după ce mama sa rămâne insărcinată dar tatăl iși va menține stilul de viață itinerant până la moarte, survenită în urma unui atac de cord în 1960. Își petrece multe veri in Little Rock, Arkansas, la hotelul administrat de al doilea soț al bunicii din partea tatălui, un fost boxer. În 1962 termină liceul în Jackson și se înscrie la Michigan State University din East Lansing, Michigan, având ca specializare managementul hotelier. După o scurtă perioadă își schimbă opțiunea și în 1966 primește licența în literatură engleză. 
După absolvirea facultății predă engleza și antrenează o echipă de baseball la o școală din Flint, Michigan. Se înscrie în marina americană dar se îmbolnăvește de hepatită și este trimis acasă. În 1967 urmează cursuri la o facultate de drept din St. Louis, Missouri, un vis pe care îl avea din copilărie. Deziluzionat, renunță după un semestru și se întoarce în Arkansas să predea. În 1968 se căsătorește cu Kristina Hensley. Se mută la New York și lucrează ca editor asistent la revista American Druggist. În această perioadă se hotărăște să devină scriitor.
Se înscrie la University of California, Irvine, unde urmează un masterat în creating writing, obținând diploma în 1970. Oakley Hall și E. L. Doctorow se numără printre profesorii pe care i-a avut aici și față de care Ford și-a exprimat ulterior recunoștința. Se mută în Chicago, Illinois. În 1971 este ales în Society of Fellows la University of Michigan, Ann Arbor. Între 1971-1974 primește remunerație de la această societate, fapt care îi permite să acorde timp scrierii primului său roman, A Piece of My Heart, publicat în 1976 de editura Harper&Row. În 1975 este asistent universitar la University of Michigan. 
După apariția primei cărți se mută în Princeton, New Jersey. În 1977 primește o bursă de la Fundația Guggenheim. Publică Walker Percy: Not Just Whistling Dixie in revista National Review, primul eseu din numeroasele pe care le va scrie si publica în această perioadă în diverse reviste și magazine. În 1979 primește o bursă de la National Endowment for the Arts. În același an predă ca asistent universitar la Colegiul William. În 1980 este lector la Universitatea Princeton.
În anul 1981 îi este publicat cel de-al doilea roman, The Ultimate Good Luck. În același an, se stinge din viață mama sa, bolnavă de cancer la sân. Se mută în New York și începe o carieră de jurnalist sportiv la revista Inside Sports.
În octombrie 2019, Richard Ford, a fost unul dintre invitații Festivalului Internațional de Literatură și Traducere (FILIT) de la Iași.

## Opere literare

### Romane
- A Piece of My Heart (1976)
- The Ultimate Good Luck (1981)
- The Sportswriter (1986), publicată în limba română cu titlul Cronicarul sportiv (editura Humanitas, 2008, traducere Irina Negrea)[2]
- Wildlife (1990)
- Independence Day (1995), publicată în limba română cu titlul Ziua Independenței (editura Humanitas, 2009, traducere Iulia Gorzo)[3]
- The Lay of the Land (2006), în curs de traducere în limba română
- Canada (2012)

### Colecții de povestiri
- Rock Springs (1987)
- Women with Men: Three Stories (1997)
- A Multitude of Sins (2002)
- Vintage Ford (2004)

## Premii
- 1995: PEN/Faulkner Award pentru Independence Day
- 1995: Premiul Pulitzer pentru Independence Day
- 1995: Rea Award for the Short Story
- 2001: PEN/Malamud Award
- 2013: Prix Femina Étranger pentru Canada
- 2013: Andrew Carnegie Medal for Excellence in Fiction and Nonfiction pentru Canada
- 2016: Premiul Prințesa Asturiei
- 2018: Siegfried Lenz Preis
- 2018: Premiul Park-Kyung-ni